# (20030) 1992 EN30
1992 EN30 (asteroide n.º 20030) es un asteroide del cinturón principal. Posee una excentricidad de 0,14581480 y un inclinación de 6,53517º.
Este asteroide fue descubierto el 1 de marzo de 1992 por UESAC en La Silla.